# Arrai TV
Arrai TV (араб. قناة الرأي‎) — сирийский спутниковый телеканал, вещающий на арабском языке. Канал принадлежит Миша’ану аль-Джубури. Телеканал использовался для передачи информации о режиме Каддафи, а также для распространения его идеологии во время войны. В эфире телеканала звучали звуковые сообщения Каддафи и его сторонников, когда они бежали из Триполи. 15 октября 2011 года Arrai TV опубликовал сообщение об убийстве Хамиса Каддафи, которое по некоторым сведениям произошло 29 августа. Телеканал закрыт 4 декабря 2011 года.